# Morbier, Jura
Morbier là một xã trong vùng hành chính Franche-Comté, thuộc tỉnh Jura, quận Saint-Claude (quận), tổng Morez. Tọa độ địa lý của xã là 46° 32' vĩ độ bắc, 06° 01' kinh độ đông. Morbier nằm trên độ cao trung bình là 825 mét trên mực nước biển, có điểm thấp nhất là 650 mét và điểm cao nhất là 1180 mét. Xã có diện tích 41.58 km², dân số vào thời điểm 1999 là 2236 người; mật độ dân số là 54 người/km².

## Thông tin nhân khẩu
| 1926  | 1931  | 1936 | 1946 | 1954  | 1962  | 1968  | 1975  | 1982  | 1990  | 1999  |
| ----- | ----- | ---- | ---- | ----- | ----- | ----- | ----- | ----- | ----- | ----- |
| 1.060 | 1.020 | 966  | 886  | 1.123 | 1.217 | 1.273 | 1.547 | 1.667 | 1.964 | 2.069 |

## Địa điểm tham quan
Nhà thờ giáo khu của Morbier được xây trong thế kỉ thứ 19.